# Jean Johansson Wristel
Jean Knut Johansson Wristel, även kallad Blinde Janne, född 24 april 1843 i Gränna stadsförsamling, Jönköpings län, död 7 november 1926 i Gränna stadsförsamling, Jönköpings län, var en svensk folkmusiker och riksspelman. Han medverkade vid Riksspelmansstämman på Skansen 1910.

## Elever

Jean Johansson Wristel i Gränna.

- Gustaf Wetter